# للسل أوكس كودريس (كيبك)
للسل أوكس كودريس (بالإنجليزية: L'Isle-aux-Coudres, Quebec)‏ هي بلدية محلية في كيبيك تقع في كندا في بلدية مقاطعة شارليفوا الإقليمية ‏. يقدر عدد سكانها بـ 1,279 نسمة ومساحتها 97.10 كم2 .